# 오페르 쉐크터

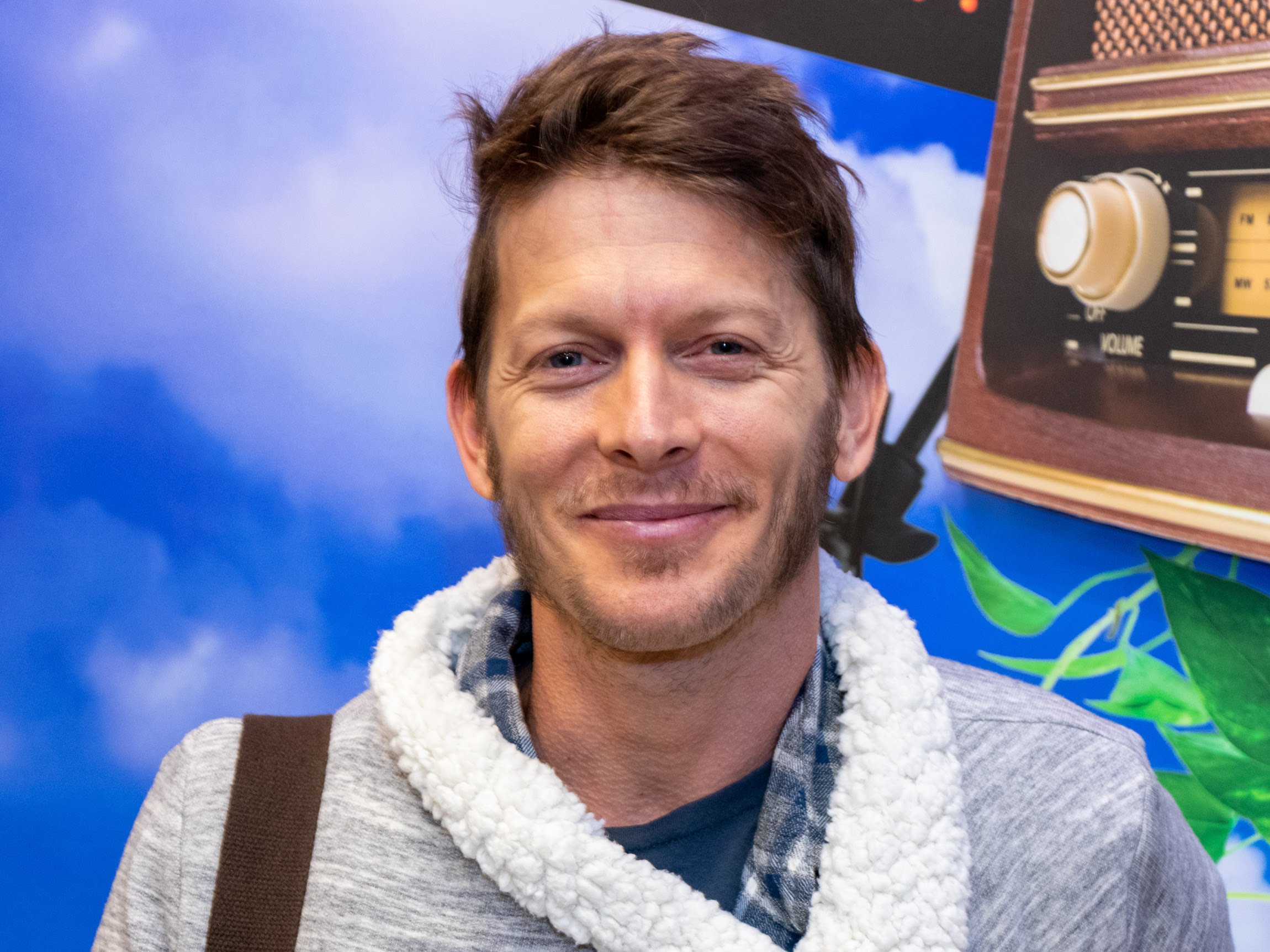

오페르 쉐크터(Ofer Shechter, 1981년 4월 8일 ~ )는 이스라엘의 배우, 모델, TV 사회자, 배우이다.

## 영화
- 컵케익스 (2013년)
- 칼레벗 - 레이비즈 (2010년) - 피니 역
- 포비딜리아 (2009년)
- 작은 배신자 (2007년)
- 데드 엔드 (2006년)